# Layahima yangi
Layahima yangi là một loài côn trùng trong họ Myrmeleontidae thuộc bộ Neuroptera. Loài này được Wan & Wang in Wan et al. miêu tả năm 2006.